# Estímulo subliminar
Em psicologia, um estímulo subliminar é todo estímulo produzido abaixo do limiar da consciência, ou seja, é qualquer estímulo não captado no nível de consciência por estar abaixo dos limites sensoriais receptores.